# Leslie Lyles
Leslie Lyles is een Amerikaanse actrice.

## Huwelijk
Lyles was van 1986 tot en met 2002 getrouwd met acteur Keith Reddin.

## Filmografie

### Films
- 2017 Marjorie Prime – als mrs. Salveson
- 2016 The Bleeder – als Charlotte
- 2015 Louder Than Bombs – als schoolhoofd
- 2014 Fall to Rise – als Ina Renwick
- 2013 The Harvest – als oma
- 2013 Blue Jasmine – als Hal / vriendin van Jasmine
- 2011 We Need to Talk About Kevin – als slaande vrouw
- 2010 Black Swan – als verpleegster
- 2010 Monogamy – als Yasmine
- 2010 Multiple Sarcasms – als energie specialiste
- 2009 Landlocked – als Martha Hall
- 2008 'Side by Each' – als Patty
- 2008 Che: Part One – als gast op feest
- 2007 Gracie – als Connie Bowsher
- 2006 Spectropia – als Connie
- 2006 Slippery Slope – als rechter Black
- 2005 The Baxter – als Sheila Sherman
- 2004 Ladder 49 – als Roseleen Morrison
- 2004 House of D – als Sondra
- 2004 Mariti in affitto – als verloskundige
- 2004 Speak – als kapster
- 2003 Mona Lisa Smile – als directrice opvanghuis
- 2003 Particles of Truth – als Mrs. Wiley
- 2001 Far East – als tante Emily (stem)
- 2001 Double Whammy – als Lola Fontaine
- 2000 Famous – als Leslie Fitzgerald
- 2000 The Photographer – als Zora
- 2000 Home Field Advantage – als Carol
- 1999 Man on the Moon – als Janice Kaufman
- 1999 My Teacher's Wife – als Elaine Boomer
- 1999 The Big Brass Ring – als gesprekleidster
- 1999 Coming Soon – als Vivien Simon
- 1999 The Waiting Game – als therapeute
- 1999 Simply Irresistible – als TJ Russo
- 1998 The Last Days of Disco – als Sally
- 1998 1999 – als moeder van Danny
- 1993 Italian Movie – als Kathy
- 1991 A Kiss Before Dying – als mrs. Roussell
- 1987 Wall Street – als Natalie

### Televisieseries
Uitgezonderd eenmalige gastrollen.
- 2016 Expecto Patron – als dr. Helen – 2 afl.
- 2011 Mildred Pierce – als mrs. Jaeckel – 2 afl.
- 2010-2011 The Good Wife – als rechter Jane Moretti – 2 afl.